# Tom Poes en de reis naar de Schemerbergen
Tom Poes en de reis naar de Schemerbergen is een ballonstripverhaal uit de Tom Poes-stripreeks. Het verhaal verscheen eerst in afleveringen in het weekblad Donald Duck, van nummer 3 tot 16 in 1962. In 1979 kwam het ook uit als stripalbum.

## Samenvatting
Heer Bommel vindt op zolder een oude luchtballon van een oom, en hij wil zijn oom nadoen. Na herstel eindigt de eerste vlucht al snel, op het kasteel van de markies de Canteclaer, die zoals meestal Heer Bommel beledigt. Als Heer Bommel daarop ingaat, wil de neef van de markies een weddenschap afsluiten: hij denkt dat heer Bommel de Schemerbergen niet zal halen. Inzet is het slot Bommelstein. Heer Bommel gaat akkoord. 
Later horen Super en Hieper dit, en tegen betaling willen zij de neef nog wel een handje helpen. Dus proberen de boeven middels sabotage de reis te beëindigen. Dat levert wel veel problemen op, maar uiteindelijk zijn ze zelf het slechtste af. Heer Bommel wint de weddenschap en behoudt dus zijn kasteel.